# Paller (Sant Gregori)
El Paller és una obra de Sant Gregori (Gironès) inclosa a l'Inventari del Patrimoni Arquitectònic de Catalunya.

## Descripció
Construcció rural de planta rectangular, les parets portants són de maçoneria amb pedres ben tallades a les cantonades de la façana principal. La coberta és a dues vessants feta amb cairats, llates i teula àrab. El bigam de la coberta és de tirada doble amb jàssera central que descansa sobre un senzill cavall de fusta situat a la façana principal. Posteriorment s'hi ha hagut d'afegir un pilar central d'obra ceràmica per reforçar la biga central. A les dues façanes laterals hi ha dues obertures apaïsades a cada cantó, col·locades sota el ràfec de la teulada i amb llinda de fusta cada una.

## Història
Aquestes construccions havien estat inicialment concebudes com llocs on es guarden les eines relacionades amb la feina de camp i també com magatzem de gra, farratges, etc.